# Stadio di Alsancak
Lo stadio di Alsancak (in turco İzmir Alsancak Stadı) era uno stadio situato nel quartiere di Alsancak a Smirne, in Turchia.
Lo stadio è stato costruito nel 1929 ed era lo stadio di casa di Karşıyaka Spor Kulübü ed Altay Spor Kulübü.
Aveva una capacità di 15358 posti a sedere.
Nel 2005 l'impianto è stato ristrutturato ed adeguato per ospitare la XXIII Universiade.
Considerato non sicuro da un punto di vista sismico, nel luglio 2015 lo stadio è stato demolito.

## Caratteristiche
- Copertura:presente
- posti a sedere: 15358
- Tribuna VIP : 45
- Tribuna stampa: 45
- Capacita totale: 16000
- Parcheggio auto: 13000
- Parcheggio autobus: 50

## Squadre che hanno usufruito dell'impianto
- İzmirspor
- Altay
- Karşıyaka
- Altınordu
- Göztepe